# Panda Cup
A Panda Cup é um torneio internacional de futebol Sub-19 organizado pela Associação Chinesa de Futebol, disputado na cidade de Chengdu, capital da província de Sichuan, China. A competição foi disputada pela primeira vez no ano de 2014, sendo vencida pelo Brasil.
O logotipo original foi projetado por um aluno chinês baseado em Los-Angleses, foi inspirado por um dragão chinês, um panda gigante e os anéis olímpicos.